# 路地裏の少年
「路地裏の少年」（ろじうらのしょうねん）は、浜田省吾のシングルEP。CBS・ソニーから1976年4月21日に1枚目のアルバム『生まれたところを遠く離れて』と同時発売された。

## 概要
両面ともアルバム『生まれたところを遠く離れて』収録テイクとは異なるアレンジ。
1989年3月21日に、CBS・ソニー発足20周年記念「Platinum Single Series」により、過去に発売されたアナログ・シングルからピックアップの上、CDシングル化された（後述：「路地裏の少年/愛のかけひき（再発シングル）」）。

## 制作
浜田が広島の学生時代16歳から浪人を挟んで、上京し神奈川大学在学・中退を経て、22歳までの横浜に住んでいた頃を歌っている。学園闘争でキャンパスが荒れ、無意味な内ゲバが横行し、工業地帯のベアリング工場などで油まみれのアルバイト生活を送る浜田が、労働者たちの生々しい生き様に感性を揺さぶられて歌詞を書いた。23歳の誕生日の前日に書かれた曲で、そのためラストが「22歳」となっている。この曲を聴いたスタッフは「これで行ける!」と盛り上がり、浜田もそれを聞いて喜んだという。
もともと制作段階では「青い目の少女」というタイトルで、浪人時代に出会ったホームステイに来ていたアメリカ人の女子学生のことを歌ったものだった。浜田にとって初恋の相手ともいえる存在で、夏休み期間中のホームステイが終わり彼女がアメリカに帰ってからも、しばらく文通を続けながら交流があったという。しかし、作っている途中で「このことを歌にするのはやめよう」と思い、「路地裏の少年」として書き換えられた。そのことをジャクソン・ブラウンに話すと、「本当に大切な思い出は自分だけのものにするのだね」と言われたという。

## ヴァージョン
この楽曲は、デビューシングルヴァージョンを含めて7つのヴァージョンがある。
- 1976年4月21日発売のシングルEPヴァージョン
- 1976年4月21日発売のアルバム『生まれたところを遠く離れて』収録ヴァージョン
- 1986年7月16日発売の12インチ・シングルヴァージョン
- 1986年9月4日発売のアルバム『J.BOY』収録ヴァージョン
  - 1999年発売『J.BOY』1999年リミックス、リマスター
  - 2016年発売『J.BOY』1999年版音源の2016年リマスター
- 1996年公開映画『スーパースキャンダル』（稲垣吾郎・藤谷美和子主演）エンディングヴァージョン（シングル・アルバム共に未収録）

## エピソード
後にディレクターとなる須藤晃は、パチンコ屋で初めてこの曲を聴いたとき、"いつかはこの国目を覚す"の部分を"いつかは孤独に目を覚す"と聴き間違えて、「なんて文学的な表現をする人なんだ」と思ったという。
HOUND DOGの大友康平は、アマチュア時代にラジオでこの曲を聴いて衝撃を受け、すぐさまレコードショップまで走ったという。プロになる決意をした楽曲だと浜田の1991年コンサートパンフレットに寄稿している。
俵万智のベストセラー歌集『サラダ記念日』（1987年初版）に "「路地裏の少年」という曲のため少しまがりし君の十代"と詠まれた歌がある。
浜田のファンであるSomething ELseがフジテレビ系『LOVE LOVE あいしてる』に出演した際、本作のカバーを披露した。

## 収録曲
| 全作詞・作曲: 浜田省吾。 |                  |           |            |                                  |      |
| #                        | タイトル         | 作詞      | 作曲・編曲 | 編曲                             | 時間 |
| 1.                       | 「路地裏の少年」 | 浜田省吾  | 浜田省吾   | 福井峻（ストリングス・アレンジ） | 4:08 |
| 2.                       | 「壁にむかって」 | 浜田省吾  | 浜田省吾   | 村岡建（ホーン・アレンジ）       | 5:56 |
| 合計時間:                | 合計時間:        | 合計時間: | 10:04      |                                  |      |

## 路地裏の少年（12インチ）
1986年9月発売のアルバム『J.BOY』の先行シングルレコードとしてリリース。
ソロデビュー時に、収録時間の関係上カットされていた3番の歌詞をほぼ当時のまま、新たなアレンジで歌い直した。アルバムとはヴァージョン違い。
カップリングの「晩夏の鐘」は、アルバム収録のInstrumentalとは違い、ヴォーカル入りヴァージョンとなっている。
「Walking in the rain」は1985年に時任三郎に提供した楽曲のセルフカバーで、アルバムには未収録である。
2021年現在、「晩夏の鐘」は1999年に再発されたアルバム『J.BOY』のエンディングにシークレット・トラック、「Walking in the rain」は8cmライブシングル「J.BOY (Live Version)」のカップリングに収録されている。

### 記録
浜田のシングルとしては過去最高の11位を記録した。

### 収録曲
| 全作詞・作曲: 浜田省吾。 |                         |           |            |            |      |
| #                        | タイトル                | 作詞      | 作曲・編曲 | 編曲       | 時間 |
| 1.                       | 「路地裏の少年」        | 浜田省吾  | 浜田省吾   | 古村敏比古 | 8:37 |
| 2.                       | 「晩夏の鐘」            | 浜田省吾  | 浜田省吾   | 江澤宏明   | 2:08 |
| 3.                       | 「Walking in the rain」 | 浜田省吾  | 浜田省吾   | 古村敏比古 | 3:44 |
| 合計時間:                | 合計時間:               | 合計時間: | 14:29      |            |      |

### 参加ミュージシャン
THE FUSE
- Guitars：町支寛二
- Keyboards：板倉雅一
- Bass：江澤宏明
- Drums：高橋伸之
- Saxophones：古村敏比古

ADDITIONAL MUSICIANS
- Percussion：Pecker

## 路地裏の少年/愛のかけひき（再発シングル）
1989年3月21日に、CBS・ソニー発足20周年を記念した「Platinum Single Series」の一環で過去に発売されたアナログ・シングルからピックアップの上、CDシングル化された。その際、2ndシングル「愛のかけひき」との両A面となった。
ジャケットは、1989年当時に撮影された、ニュージャケットとなっている。
2005年3月24日と2021年6月23日に、マキシシングルとしてリサイズされ復刻された。

### 収録曲
| #         | タイトル                             | 作詞 | 作曲・編曲 | 時間 |
| --------- | ------------------------------------ | ---- | ---------- | ---- |
| 1.        | 「路地裏の少年」(1st SINGLE VERSION) |      |            | 4:09 |
| 2.        | 「愛のかけひき」(SINGLE VERSION)     |      |            | 3:33 |
| 合計時間: | 合計時間:                            | 7:42 |            |      |

### 参加ミュージシャン
| 路地裏の少年 (1st SINGLE VERSION) - Worlds and Music by 浜田省吾 - Arranged by 浜田省吾 - Strings Arranged by 福井峻 - Drums：岡本あつお - Bass：秋本良一 - Piano and Keyboards：ジョン山崎 - Electric Guitar：青山徹・町支寛二 - Acoustic Guitar：浜田省吾 | 愛のかけひき (SINGLE VERSION) - Worlds and Music by 浜田省吾 - Arranged by 高中正義 - Drums：高橋ユキヒロ - Bass：後藤次利 - Keyboards：今井裕 - Electric Guitar：高中正義 |